# Anna von Mildenburg

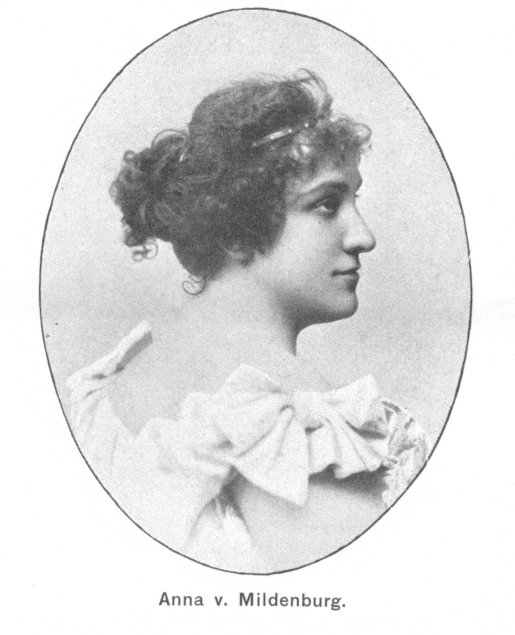
Anna von Mildenburg (1900)

Anna von Mildenburg (geborene Bellschan von Mildenburg, verehelichte Anna Bahr-Mildenburg; * 29. November 1872 in Wien, Österreich-Ungarn; † 27. Jänner 1947 in Wien) war eine österreichische Opernsängerin (Sopran) und gefeierte Wagner- und Mahler-Interpretin. 

## Leben
Anna Bellschan von Mildenburg war eine Tochter eines österreichischen Majors, seit dem Adelsaufhebungsgesetz 1919 hatte sie als Österreicherin keinen Adelstitel mehr. Sie war Schülerin von Rosa Papier am Konservatorium der Gesellschaft der Musikfreunde in Wien. Durch die Zusammenarbeit mit Cosima Wagner und Gustav Mahler erwarb sie eine umfassende Darstellungsfähigkeit.
Ihr erstes Engagement trat sie 1895 am Hamburger Stadttheater (jetzige Hamburgische Staatsoper) an, wo sie die Rolle der Brünnhilde, eine der schwierigsten Wagner-Rollen, sang. Mit Gustav Mahler, der bereits seit 1891 Kapellmeister an diesem Hause war, begann sie ein Liebesverhältnis, das allerdings 1897 bereits wieder deutlich abgekühlt war. 1897 sang sie in Bayreuth die Kundry.

Obwohl das Verhältnis mit ihr beendet war, holte Gustav Mahler sie 1898 an die Wiener Hofoper, wo sie in den berühmten Inszenierungen Mahlers enormen Erfolg hatte. Ferner war sie europaweit als Sängerin tätig. Anna von Mildenburg war bis 1917 gefeiertes Mitglied der Wiener Hofoper und kehrte bis 1930 gastweise immer wieder dorthin zurück. Die Neuinszenierung von Tristan und Isolde, bei der Mildenburg die Isolde sang, Alfred Roller das Bühnenbild schuf und Mahler dirigierte, gilt bis heute als legendäre Aufführung. 

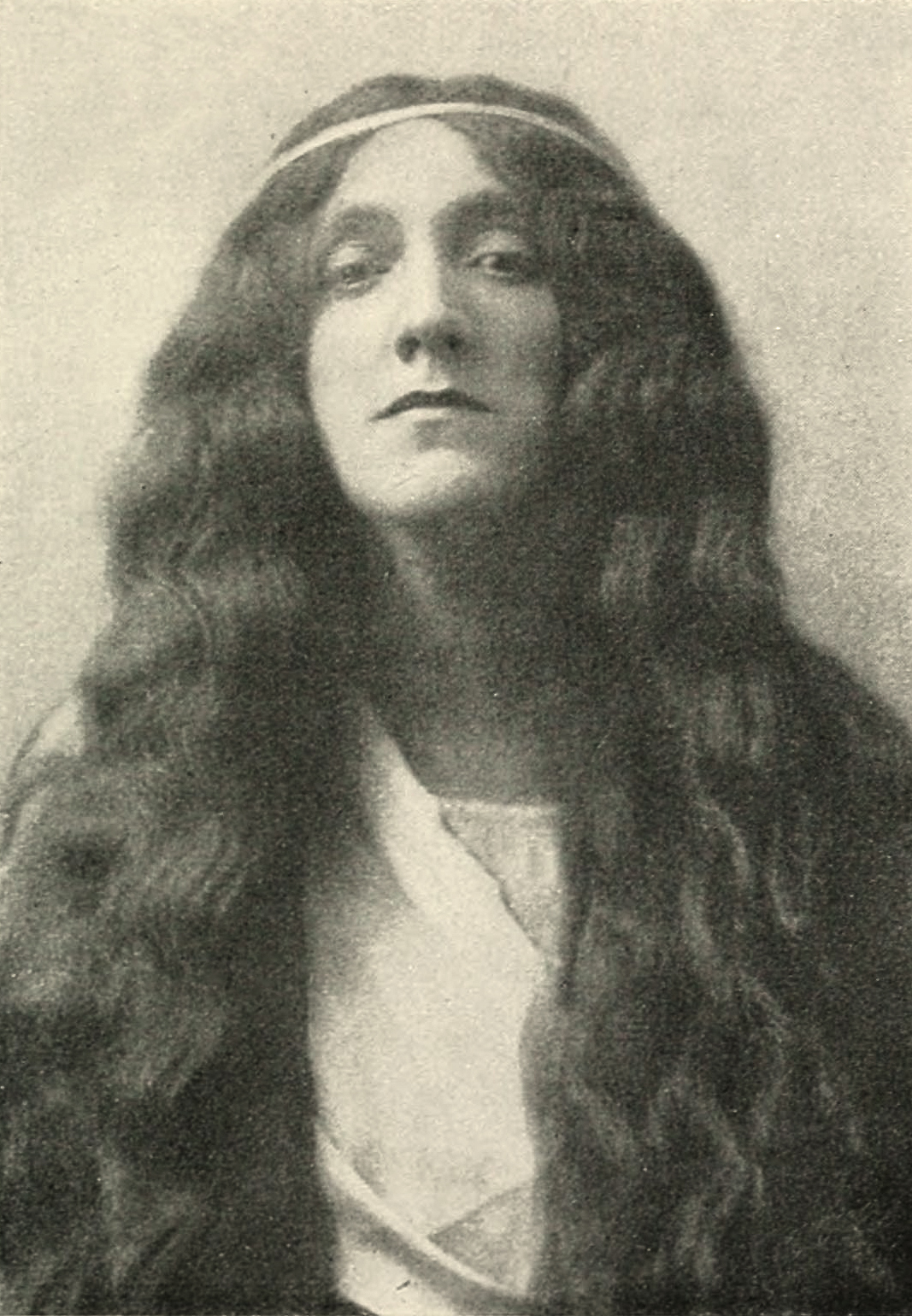
Anna von Mildenburg

1906 und 1910 feierte sie Gastspiele an der Covent Garden Oper in London, bevor sie 1913 mit Hermann Bahr nach Salzburg übersiedelte. Schon seit 1904 hatte sie eine Beziehung mit Hermann Bahr, die 1909 nach seiner Scheidung in der Ehe mündete. In Salzburg lebten sie bis 1922 im Schloss Arenberg, wo heute eine der Frauenspuren-Gedenktafeln an die Sängerin erinnert. 1920 nahm sie dann eine Stelle als „Lehrerin der Darstellungskunst“ an der Akademie der Tonkunst in München an. 1922 agierte sie zudem als Spielleiterin an der Münchner Staatsoper. Nach Bahrs Tod 1934 betätigte sie sich als seine Nachlassverwalterin und versuchte, mäßig erfolgreich, seine Schriften zu ordnen.
Anna von Mildenburg gastierte bei den Salzburger Festspielen 1922–1927 in Hugo von Hofmannsthals Das Salzburger große Welttheater und unterrichtete 1929 an der Internationalen Sommerakademie Mozarteum Salzburg.
Ihr Nachlass befindet sich heutzutage zusammen mit jenem ihres Ehemannes im Österreichischen Theatermuseum in Wien.

## Ehrungen und Auszeichnungen

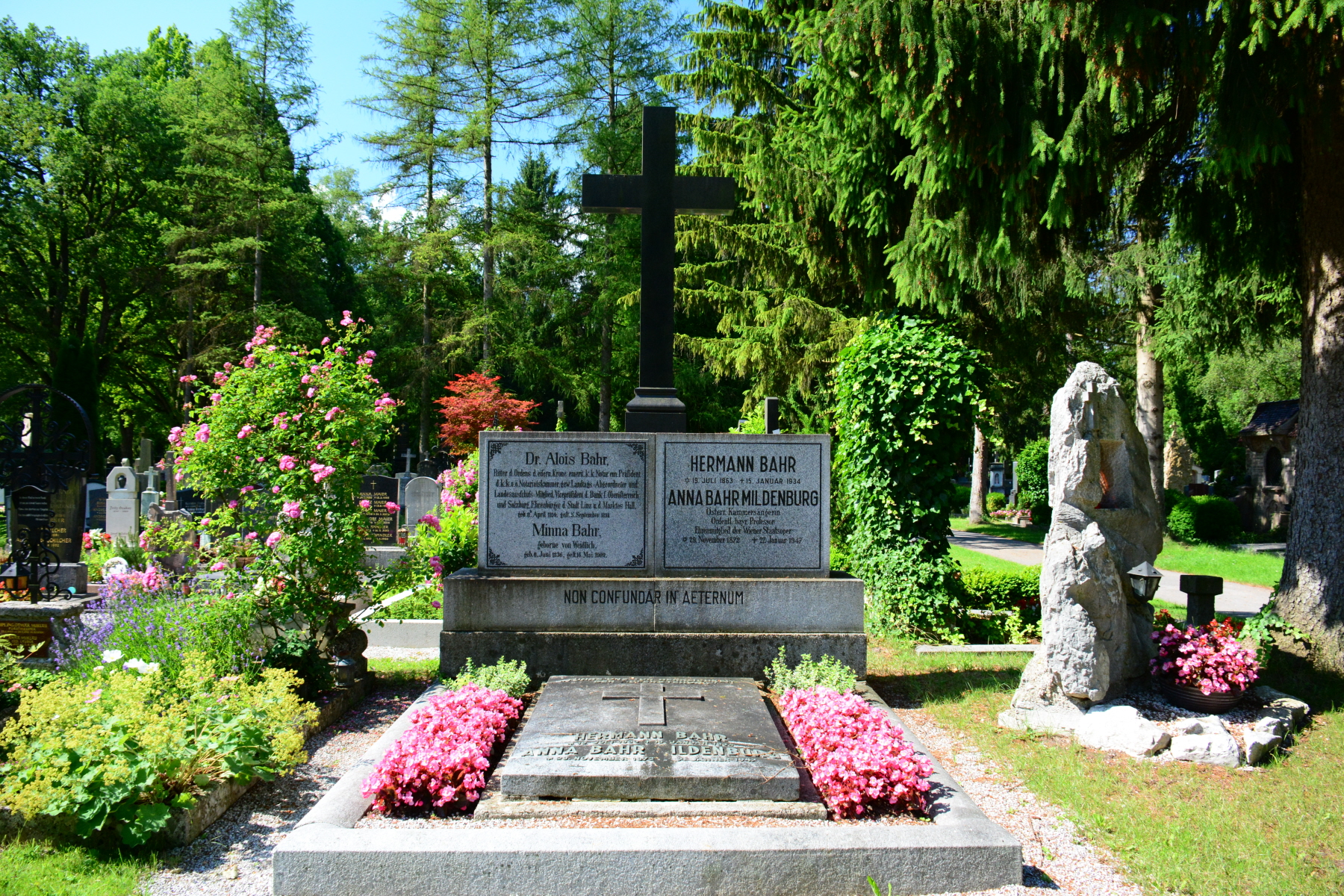
Grab der Familie Bahr

- Grab der Familie BahrGemeinsam mit ihrem Mann Hermann Bahr erhielt sie ein Ehrengrab auf dem Salzburger Kommunalfriedhof.
- 1942: Goethe-Medaille für Kunst und Wissenschaft („durch den Führer“)
- 1928: Ehrenmitglied der Wiener Staatsoper